# Princess Disneymania
Princess Disneymania — альбом-сборник из серии Disneymania, издан 30 сентября 2008 года. Альбом содержит различные классические песни в исполнении Диснеевских принцесс. Альбом занял 191 позицию в чарте Billboard 200.

## Список композиций
1. «Once Upon a Dream» — Эмили Осмент (Спящая красавица)
2. «That's How You Know» — Дэми Ловато (Зачарованная)
3. «Some Day My Prince Will Come» — Эшли Тисдейл (Белоснежка)
4. «Colors of the Wind» — Ванесса Хадженс (Покахонтас)
5. «Reflection» — Кристина Агилера (Мулан)
6. «So This Is Love» — The Cheetah Girls (Золушка)
7. «Kiss the Girl» — Колби Кэйллат (Русалочка)
8. «It’s Not Just Make Believe» — Кари Киммел (Заколдованная Элла)
9. «Under the Sea» — Raven-Symone (Русалочка)
10. «Ever Ever After» — Джордан Прютт (Зачарованная)
11. «True to Your Heart» — Кеке Палмер (Мулан)
12. «Happy Working Song» — Эми Адамс (Зачарованная)
13. «Part of Your World» — Сиерра Боггесс (Русалочка)
14. «A Dream Is a Wish Your Heart Makes» — Орландо Браун, Эми Брукнер, Элисон Мичалка, Кула Пратт, Бренда Сонг, Дилан и Коул Спроус, Raven-Symone, Эшли Тисдейл, Рики Юллман & Аннилис ван дер Пол (Золушка)

## Чарты
| Чарт (2008)                 | Максимальная позиция |
| --------------------------- | -------------------- |
| U.S. Billboard 200          | 191                  |
| U.S. Top Compilation Albums | 5                    |
| U.S. Top Kids Audio         | 5                    |